# Alien Sex Fiend
Alien Sex Fiend é uma banda britânica de rock formada em Londres, em 1982, por Nick Wade (vocais, chamado de Nik Fiend), Christine Wade (sintetizador, esposa de Nick Wade e chamada de Mrs.Fiend), Yaxi Highrizer (guitarra; seu nome verdadeiro é David James) e Johnny Freshwater (bateria). 
O estilo musical inicial da banda é notavelmente influenciado por Alice Cooper, Public Image Limited, Iggy Pop, David Bowie e pelo punk rock de 1977 (o qual a maioria dos integrantes fizeram parte com outras bandas). Conforme os anos passaram adquiriram várias outras influencias, incluindo música eletrônica.  
A carreira dos Alien Sex Fiend, embora longa e com um número considerável de trabalhos, nunca conheceu grande sucesso, excepto no Japão, onde chegaram a lançar Liquid Head In Tokyo, em (1985). Saliente-se, ainda, o vídeo da música Zombified, exibido na série Beavis & Butt-head, da MTV.
No início de 2007, a banda comemorou os seus 25 anos de carreira, efectuando concertos no Koko Club, em Camden Town, Londres, em Waregem na Bélgica, e em Paris.

## Discografia

### Álbuns de estúdio
- Who's Been Sleeping In My Brain? (1983)
- Acid Bath (1984)
- Maximum Security (1985)
- It, The Album (1986)
- Here Cum Germs (1987)
- The Impossible Mission Mini-LP (US release) (1987)
- Another Planet (1988)
- Curse (1990)
- Open Head Surgery (1992)
- Inferno (1994)
- Nocturnal Emissions (1997)
- Information Overload (2004)
- Death Trip (2010)
- Possessed (2018)

### Álbuns ao vivo
- Liquid Head In Tokyo (1985)
- Too Much Acid? (1989)
- The Altered States Of America (1993)
- Flashbacks! (Live 1995-1998) (2001)

### Compilações
- The First Compact Disc (1986)
- All Our Yesterdays (1988)
- The Legendary Batcave Tapes (1993)
- Drive My Rocket (1994)
- I'm Her Frankenstein (1995)
- The Singles 1983-1995 (1995)
- War Dance of the Alien Sex Fiend (1997)
- The Batcave Masters (1998)
- Fiend At The Controls Vols 1 & 2 (1999)
- The Best Of Alien Sex Fiend (2001)
- Fiend Club (2005)
- The Very Best Of Alien Sex Fiend (2005)
- Para-Abnormal (2006)

### Singles
- Ignore The Machine (1983)
- Lips Can't Go (1983)
- Dead And Buried (1984)
- E.S.T. (Trip To The Moon) (1984)
- R.I.P. (Blue Crumb Truck) (1984)
- I'm Doing Time In A Maximum Security Twilight Home (1985)
- Ignore The Machine (1985)
- Ignore The Machine Electrode Mix (1985)
- I Walk the Line (1986)
- Smells Like... (1986)
- Here Cum Germs (1987)
- Hurricane Fighter Plane (1987)
- Stuff The Turkey (1987)
- The Impossible Mission (1987)
- Batman Theme (1988)
- Bun Ho! (1988)
- Haunted House (1989)
- Box Set Of 5 Singles (1990)
- Now I'm Feeling Zombiefied (1990)
- Magic (1992)
- Inferno - The Youth Mixes (1994)
- Inferno - The Mixes (1995)
- Evolution (1996)
- Evolution Remixes (1996)
- On A Mission Remixes (1997)
- Tarot Mixes (1998)